# 오묘진촌
오묘진촌(御明神村)은 1955년까지 이와테현 이와테군 남서부에 위치했던 촌이다. 현재의 시즈쿠이시 오묘진, 우에노, 하시바에 해당한다.

## 지리
하천:시즈쿠이시강

## 연혁
- 1889년 4월 1일 - 정촌제 시행과 함께 - 미나미이와테군 오묘진촌이 성립하였다. 시즈쿠이시정, 니시야마촌과 통합하여 형성하였다.
- 1896년 3월 29일 - 미나미이와테군, 기타이와테군과 합병해 이와테군 오묘진촌이 되었다.
- 1897년 4월 - 시즈쿠이시촌・니시야마촌과 통합하였다.
- 1955년 4월 1일 - 시즈쿠이시정, 고쇼촌, 니시야마촌과 합병해 새로운 시즈쿠이시정이 되었다.

## 교통
- 일본국유철도 다자와코선 - (1941년, 불요불급선으로 인해 폐지되었다)
하시바 역에서 경유하여 오마나 역에 이르는 루트가 계획되어 있었지만, 후에 루트가 변경되어 합병 후인 1964년에는 옛 오묘진 촌역 내에 하루키바 역과 아카부치 역이 개업하였고, 1966년에는 아카부치 역·다자와코 역 간이 개통되어 다자와코 선으로 개칭하였다. 덧붙여 하시바역은 정식 폐지 수속이 행해지고 있지 않기 때문에, 현재도 여전히 휴지로 취급되고 있다.

## 참고 서적
- 『이와테현 정촌 합병지』(이와테현 총무부 지방과, 1957년)